# Separabler Raum
Der mathematische Begriff separabel bezeichnet in der Topologie und verwandten Gebieten eine häufig benutzte Abzählbarkeitseigenschaft von topologischen Räumen. Der Begriff ist dabei von besonderer Bedeutung in der Funktionalanalysis. Hier kann man beispielsweise zeigen, dass es in einem separablen Hilbertraum stets abzählbare Orthonormalbasen gibt.

## Definition
Ein topologischer Raum heißt separabel, wenn es eine höchstens abzählbare Teilmenge gibt, die in diesem Raum dicht liegt.

## Kriterien für separable Räume
- Besitzt ein topologischer Raum eine (höchstens) abzählbare Basis, so ist er separabel. (Die Umkehrung gilt im Allgemeinen nicht.)[1]
- Für einen metrischen Raum {\displaystyle X} gilt sogar:[2]
  - Dafür, dass {\displaystyle X} eine abzählbare Basis besitzt, ist es notwendig und hinreichend, dass {\displaystyle X} separabel ist.
- Ein total beschränkter metrischer Raum {\displaystyle X} ist stets separabel.[3]
- Insbesondere ist jeder kompakte, metrisierbare Raum separabel. Genauer gilt:[4]
  - Ist {\displaystyle X} ein metrisierbarer topologischer Raum, so sind die drei Eigenschaften,
    - (1) eine abzählbare Basis zu besitzen,
    - (2) lindelöfsch zu sein,
    - (3) separabel zu sein,

äquivalent.[5]
- Ein topologischer Vektorraum ist genau dann separabel, wenn es eine abzählbare Teilmenge gibt, sodass der davon erzeugte Untervektorraum dicht liegt.
- Ist {\displaystyle X} ein Hilbertraum von unendlicher Dimension, so sind stets die folgenden drei Bedingungen gleichwertig:[6][7]
  - (1) {\displaystyle X} ist separabel.
  - (2) Alle Orthonormalbasen von {\displaystyle X} sind abzählbar.
  - (3) In {\displaystyle X} gibt es eine abzählbare Orthonormalbasis.
- Für eine unendliche und mit der Ordnungstopologie versehene linear geordnete Menge {\displaystyle X} sind die folgenden drei Bedingungen stets gleichwertig:[8]
  - (1) {\displaystyle X} ist separabel und zusammenhängend.
  - (2) {\displaystyle X} ist ordnungsisomorph zu einem Intervall von {\displaystyle \mathbb {R} }.
  - (3) {\displaystyle X} ist homöomorph zu einem Intervall von {\displaystyle \mathbb {R} }.
- Ist ein metrischer Raum {\displaystyle X} zusammenhängend und lokal euklidisch, so ist er lindelöfsch und damit separabel.[9]

## Beispiele
Beispiele für separable Räume sind etwa:
- Die Räume {\displaystyle \mathbb {R} ^{n}} sind für {\displaystyle n\in \mathbb {N} } separabel, da {\displaystyle \mathbb {Q} ^{n}} abzählbar ist und dicht in {\displaystyle \mathbb {R} ^{n}} liegt.[10]
- Es ist sogar jeder endlich-dimensionale normierte Raum über den reellen oder komplexen Zahlen separabel.
- Die Räume {\displaystyle L^{p}(\Omega ,M,\mu )}, über einem separablen Maßraum {\displaystyle (\Omega ,M,\mu )}, sind für {\displaystyle 1\leq p<\infty } separabel. Dies ist z. B. beim Lebesgue-Maß mit der borelschen σ-Algebra der Fall.
- Die Folgenräume {\displaystyle \ell ^{p}} für {\displaystyle 1\leq p<\infty } sind separabel.[10] So liegt {\displaystyle c_{00}} dicht in {\displaystyle \ell ^{p}}.
- Der Raum {\displaystyle c_{0}} der (reellen oder komplexen) Nullfolgen ist mit der Supremumsnorm ein separabler Banachraum.[11]
- Der Raum {\displaystyle c_{00}} der abbrechenden Folgen ({\displaystyle \forall x\in c_{00}\exists N\in \mathbb {N} \forall n\geq N:x_{n}=0}) ist mit der {\displaystyle \ell ^{p}}-Norm für {\displaystyle 1\leq p<\infty } separabel.
- Für offene Teilmengen {\displaystyle \Omega \subseteq \mathbb {R} ^{n}} und natürliche Zahlen {\displaystyle k} sind die Räume {\displaystyle C^{k}(\Omega )} stets separabel.
- Jede unendliche Menge mit kofiniter Topologie ist separabel, weil eine beliebige abzählbar unendliche Teilmenge als einzige abgeschlossene Obermenge den gesamten Raum hat.[12]
- Die Niemytzki-Ebene (oder Moore-Ebene) ist ein separabler Raum, da die enthaltene abzählbare (!) Teilmenge der Punkte mit rationalen Koordinaten darin dicht liegt.[13][14]

Es lässt sich insbesondere bei (unendlichdimensionalen) normierten Räumen in der Regel leicht durch die explizite Angabe einer höchstens abzählbaren dichten Teilmenge zeigen, dass der Raum separabel ist. Für Folgenräume wie {\displaystyle c_{0}} über den reellen oder komplexen Zahlen bieten sich beispielsweise die rationalen Zahlen an. So liegt derselbe Raum über den rationalen Zahlen deshalb dicht in {\displaystyle c_{0}}, weil sich jede reelle Nullfolge in jedem Folgenglied durch rationale Zahlen annähern lässt ({\displaystyle \mathbb {Q} } dicht in {\displaystyle \mathbb {R} }). Diese punktweise Konvergenz impliziert insbesondere Konvergenz in der Supremumsnorm und damit Konvergenz im Raum {\displaystyle c_{0}}. Im komplexen Fall müssen Real- und Imaginärteil separat angenähert werden. 

## Gegenbeispiele
Es gibt einige bekannte Beispiele für nicht-separable Räume:
- Der Banachraum {\displaystyle \ell ^{\infty }} der beschränkten (reellen oder komplexen) Folgen ist nicht-separabel.[15]
- Allgemein gilt, dass für eine unendliche Menge {\displaystyle S} der Banachraum {\displaystyle B(X,{\mathcal {P}}(S))} der beschränkten (reell- oder komplexwertigen) Funktionen nie separabel ist.[16]
- Der Raum {\displaystyle \mathrm {AP} ^{2}} der fast-periodischen Funktionen ist ein nicht-separabler Hilbertraum.
- Versieht man die kleinste überabzählbare Ordinalzahl {\displaystyle \omega _{1}} mit ihrer Ordnungstopologie, so erhält man einen nicht-separablen Raum.[17]

## Permanenzeigenschaften
- Bilder von separablen Räumen unter stetigen Funktionen sind wieder separabel.[18] Die dichte Teilmenge im Bildraum ist das Bild der Funktion selbst.
- Offene Unterräume separabler Räume sind stets ebenfalls separabel.[19]
- Im Allgemeinen sind Unterräume separabler Räume nicht separabel. So enthält die erwähnte separable (!) Niemytzki-Ebene beispielsweise einen nicht-separablen Unterraum.[13]
- Es gilt aber, dass Unterräume separabler metrischer Räume wieder separabel sind.[20]
- Separabilitätssatz von Marczewski: Ist {\displaystyle (X_{i})_{i\in I}} eine Familie separabler Räume und ist die Mächtigkeit von {\displaystyle I} höchstens gleich der Mächtigkeit des Kontinuums {\displaystyle \mathbb {R} }, so ist {\displaystyle \textstyle \prod _{i\in I}X_{i}} mit der Produkttopologie ebenfalls separabel. Um dieses Resultat einzusehen, genügt es, die Separabilität von {\displaystyle {\mathbb {N} }^{\mathbb {R} }=\{f\mid f\colon {\mathbb {R} }\rightarrow {\mathbb {N} }\}} zu beweisen. Dazu überlegt man sich leicht, dass die abzählbare Menge der endlichen Summen von Funktionen aus {\displaystyle \{n\cdot \chi _{[a,b]};n\in {\mathbb {N} },a,b\in {\mathbb {Q} }\}} dicht liegt, wobei {\displaystyle \chi _{[a,b]}} die charakteristische Funktion des Intervalls {\displaystyle [a,b]} ist.

## Zusammenhang mit anderen Begriffen
- In der englischen Fachliteratur wird ein topologischer Raum {\displaystyle X} mit (höchstens) abzählbarer Basis von manchen Autoren als completely separable oder perfectly separable, also als vollständig separabel bzw. als vollkommen separabel bezeichnet.[21]
- Lässt sich die Topologie eines separablen Raumes {\displaystyle X} durch eine vollständige Metrik erzeugen, so nennt man {\displaystyle X} einen polnischen Raum.[22]
- Der Begriff des separablen Raumes steht in keiner Beziehung zum Begriff des separierten Raums.[23]

## Zur Historie
- Das Konzept des separablen Raumes geht zurück auf Maurice René Fréchet und seine Publikation Sur quelques points de calcul fonctionnel aus dem Jahre 1906.[24]
- P. S. Alexandroff zufolge ist der Terminus separabel eine höchst unglückliche Bezeichnung (…), die sich bedauerlicherweise jedoch eingebürgert hat und allgemeine Verbreitung fand.[25]
- Wie Horst Schubert im Jahre 1975 schrieb, bestanden (…) Tendenzen, ihn [den Terminus separabel] abzuschaffen.[23][26]